# Барцаго
Барцаго (итал. Barzago) — коммуна в Италии, расположена в области Ломбардия, подчиняется административному центру Лекко.
Население составляет 2451 человек, плотность населения составляет 682,73 чел./км². Занимает площадь 3,59 км². Почтовый индекс — 23890. Телефонный код — 031.
Покровителем коммуны почитается святой апостол Варфоломей. Праздник ежегодно празднуется 24 августа.